# Liste des seigneurs de Varennes (Nouvelle-France)
Pour les articles homonymes, voir Liste des seigneurs de Varennes.
Voici la liste des seigneurs de Varennes, en Nouvelle-France.

## Seigneurs de Varennes
- 29 octobre 1672-4 juin 1689: René Gaultier de Varennes
- 4 juin 1689-Date inconnue: Marie Boucher
- Date inconnue-28 juillet 1757: Jacques-René Gaultier de Varennes
- 28 juillet 1757-1761: Jean-Hypolite Gaultier de Varennes
- 1761-18 novembre 1776: Louise-Charlotte Sarrazin
- 18 novembre 1776-17 juillet 1777: Jean-Baptiste Bouat et Marie-Céleste Faucher (1/6 de la seigneurie); Mathurin Bouvet et Marie-Josephte Soumande (1/6); Christophe Sanguinet (2/3)
- 17 juillet 1777-23 septembre 1777: Gaspard Massue (1/6); Mathurin Bouvet et Marie-Josephte Soumande (1/6); Christophe Sanguinet (2/3)
- 23 septembre 1777-1790: Gaspard Massue (1/3) et Christophe Sanguinet (2/3)
- 9 février 1790-14 juillet 1803: Paul Lussier (1/3) et Christophe Sanguinet (2/3)
- 14 juillet 1803-Date inconnue: Paul Lussier
- Date inconnue-1854: Félix Lussier